# Бездротові технології

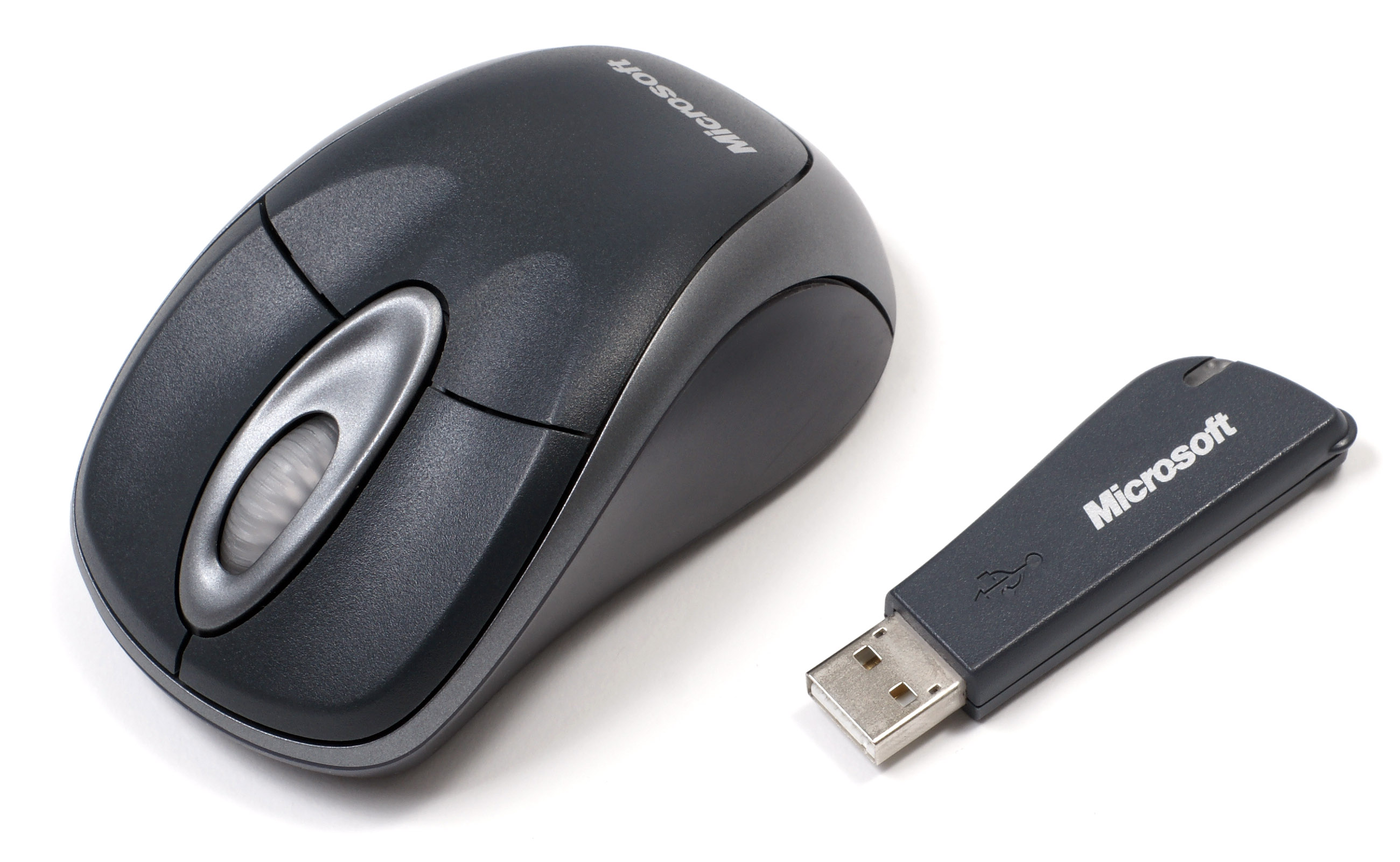
Бездротова миша виробництва Microsoft із USB-приймачем

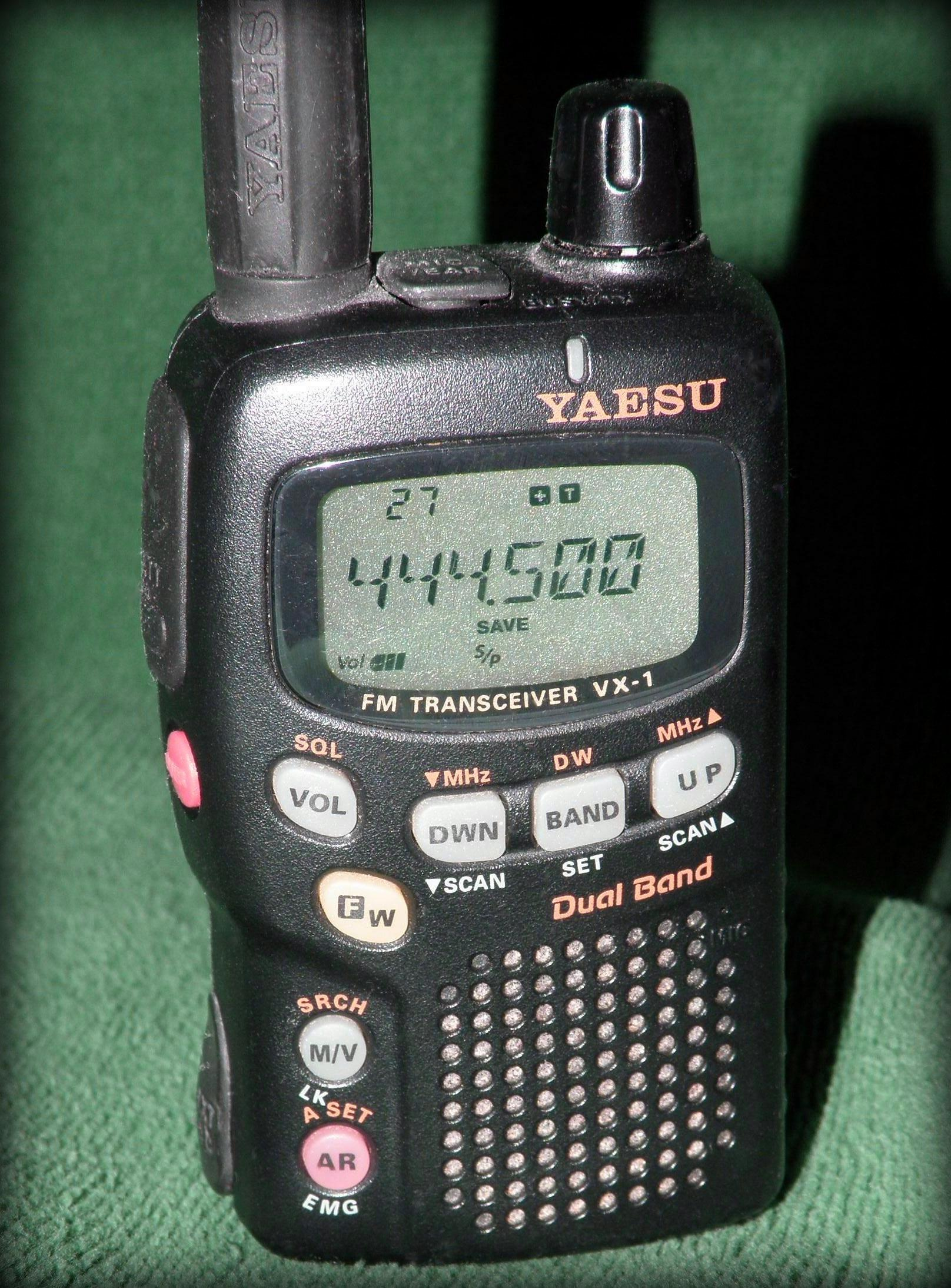
Двостороння рація Yaesu VX-1R

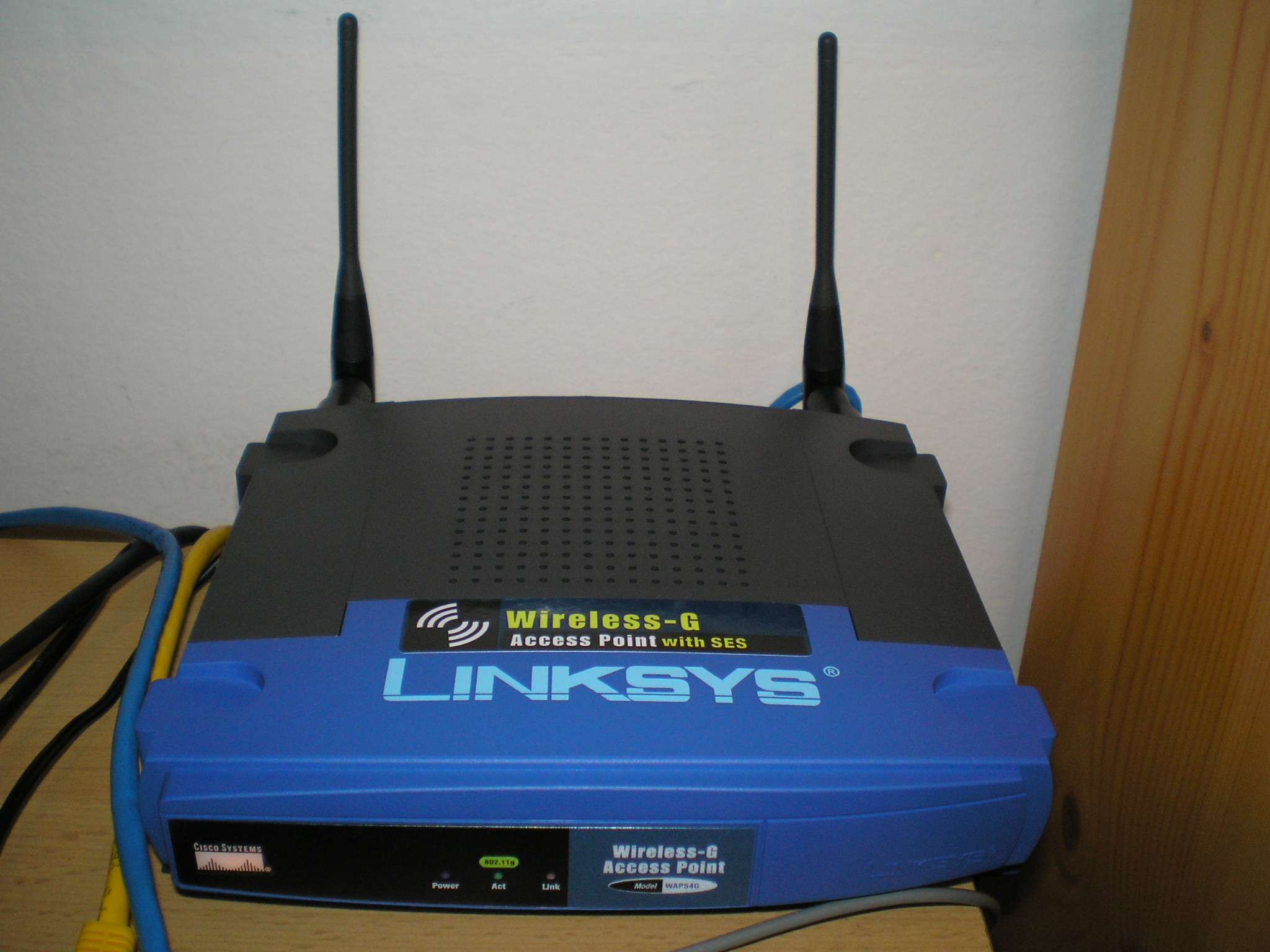
Бездротова точка доступу Linksys WAP54G із підтримкою 802.11b/g

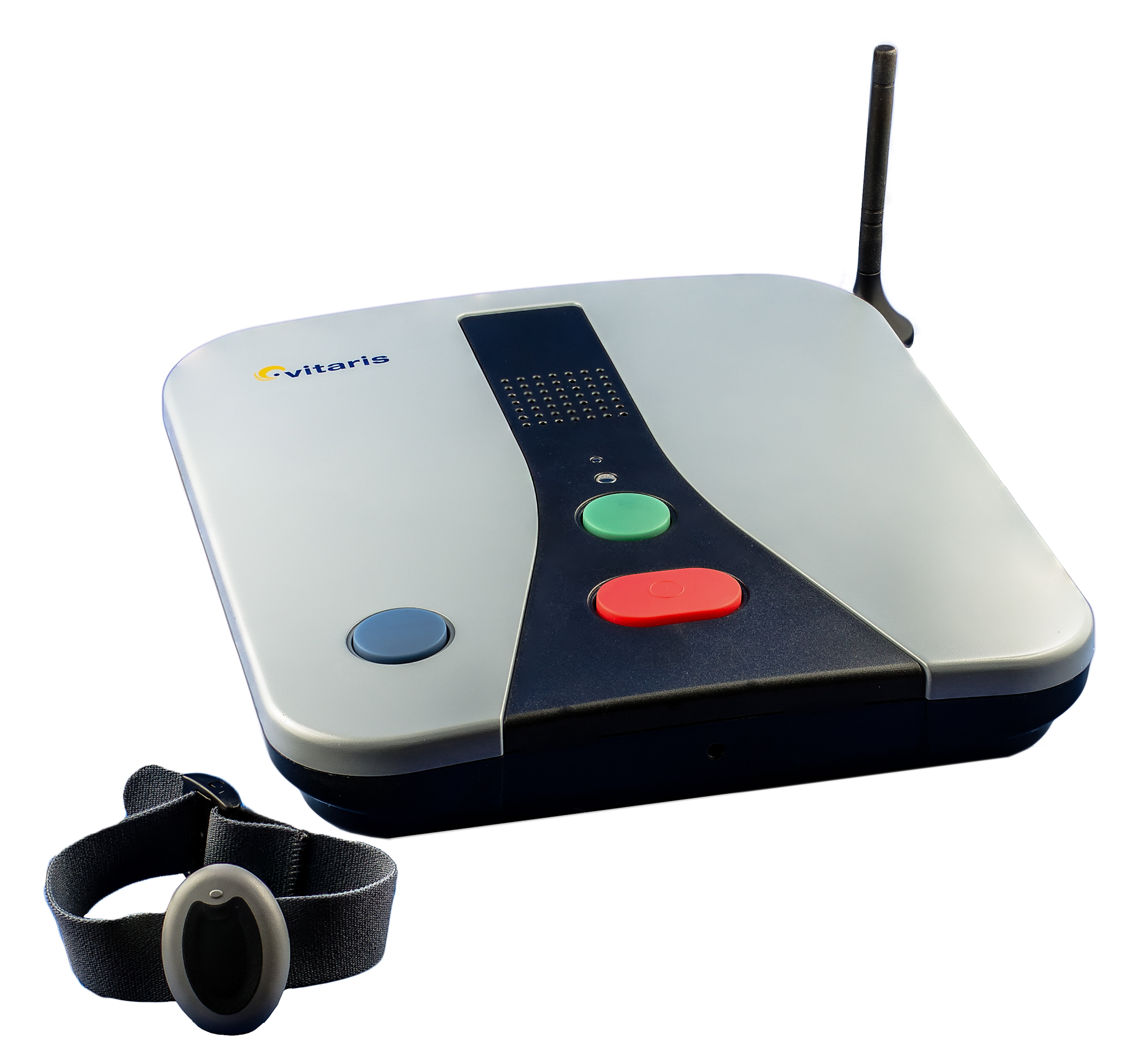
Апарат медичної сигналізації

Термін бездротовий, також безпровідний (англ. Wireless) використовується на позначення класу технологій зв'язку та технологій передачі даних без використання електричних провідників, або «дротів». Ця відстань може бути як малою (декілька метрів, як у телевізійному дистанційному керуванні), так і дуже великою (тисячі або навіть мільйони кілометрів для телекомунікацій).
Словосполучення безпровідне середовище може ввести в оману, оскільки означає повну відсутність кабелів в мережі. В більшості випадків це не зовсім так. Звичайно бездротові компоненти взаємодіють з мережею, в якій як середовище передачі використовується кабель.
Бездротові технології різного типу (інфрачервоне випромінювання, радіохвилі (наприклад, DECT), GSM/GPRS/CDMA, оптичне або лазерне випромінювання, Bluetooth, Wi-Fi) забезпечують роботу мобільних телефонів, GPS-систем навігації, супутникового телебачення, бездротової комп'ютерної периферії (комп'ютерні миші, клавіатури, геймпади тощо) та бездротових мереж різного рівня.

## Можливості
Ідея бездротового середовища вельми приваблива, оскільки її компоненти:
- забезпечують тимчасове підключення до кабельної мережі;
- допомагають організувати резервне копіювання у кабельну мережу;
- гарантують певний рівень мобільності;
- дозволяють зняти обмеження на максимальну протяжність мережі, що накладаються мідними або навіть оптоволоконними кабелями.

## Розвиток бездротових технологій
Останніми роками напрям бездротових комп'ютерних мереж та віддаленого доступу зазнав бурхливого розвитку. Це пов'язано з поширенням блокнотних комп'ютерів, систем пошукового виклику (так званих пейджерів) та появою систем класу «персональний секретар» (Personal Digital Assistant (PDA)), розширенням функційних можливостей стільникових телефонів. Такі системи повинні забезпечити ділове планування, розрахунок часу, зберігання документів та підтримку зв'язку з віддаленими станціями. Девізом цих систем стало anytime, anywhere, тобто надання послуг зв'язку незалежно від місця та часу. Крім того, бездротові канали зв'язку актуальні там, де неможливе або дороге прокладання кабельних ліній на значні відстані. Первісно більшість бездротових комп'ютерних мереж передавала дані зі швидкістю від 1.2 до 14.0 Кбіт/с, найчастіше тільки короткі повідомлення (передавання файлів великих розмірів чи довгі сеанси інтерактивної роботи з базою даних були недоступні). Новітні технології бездротового передавання (приміром, за специфікацією IEEE 802.11ax) оперують зі швидкостями в декілька Гігабітів за секунду.
У жовтні 2024 року вчені з Університетського коледжу Лондона зуміли встановити новий рекорд, передавши дані бездротовим способом зі швидкістю 938 Гбіт/с. Це на 30 % більше попереднього досягнення, встановленого лише кілька місяців тому. Для досягнення такої швидкості вчені об’єднали дві технології бездротової передачі для створення надширокосмугового підключення. Їм вдалося охопити діапазон частот від 5 до 150 ГГц — це вп’ятеро більше, ніж за попереднього рекорду, крім того, широка смуга пропускання сигналу дозволила мінімізувати ризик перевантаження каналу. Перша половина діапазону частот (від 5 до 75 ГГц) покривалася за рахунок випромінювання, що генерується високошвидкісними цифро-аналоговими перетворювачами. Друга половина, від 75 до 150 ГГц заповнювалася радіовипромінюванням, отриманим від генераторів на основі світла.

## Способи передачі даних

### Інфрачервоне випромінювання
Усі інфрачервоні бездротові мережі використовують для передачі даних інфрачервоні промені. У подібних системах необхідно генерувати дуже сильний сигнал, оскільки інакше значний вплив робитимуть інші джерела, наприклад світло з вікна.
Цей спосіб дозволяє передавати сигнали з великою швидкістю, оскільки інфрачервоне світло має широкий діапазон частот. Інфрачервоні мережі здатні нормально функціонувати на швидкості 10 Мбіт/с.

#### Типи
Існує чотири типи інфрачервоних мереж:
- мережі прямої видимості (у таких мережах передача можлива лише у разі прямої видимості між передавачем і приймачем);
- мережі на розсіяному інфрачервоному випромінюванні (при такій технології сигнали, відображаючись від стін і стелі, врешті-решт досягають приймача, ефективна область дії обмежена приблизно 30 м (100 футами), а швидкість передачі, внаслідок нерівномірності сигналу,  невелика);
- мережі на відбитому інфрачервоному випромінюванні (у цих мережах оптичні трансивери, розташовані поряд з комп'ютером, передають сигнали в певне місце, звідки вони пересилаються відповідному комп'ютеру);
- модульовані оптичні мережі.

Зазначені інфрачервоні бездротові мережі відповідають жорстким вимогам мультимедійного середовища і практично не поступаються в швидкості кабельним мережам. Хоча швидкість інфрачервоних мереж і зручність їх використання дуже привабливі, виникають труднощі при передачі сигналів на відстань понад 30 м (100 футів). До того ж такі мережі схильні до перешкод з боку сильних джерел світла, які є в більшості підприємств (організацій).

### Лазер
Лазерна технологія схожа на інфрачервону тим, що вимагає прямої видимості між передавачем і приймачем. Якщо з якої-небудь причини промінь буде перерваний, то це перерве і передачу інформації.
- Радіопередача у вузькому діапазоні (одночастотна передача) — цей спосіб нагадує мовлення звичайної радіостанції. Користувачі настроюють передавачі і приймачі на певну частоту. При цьому пряма видимість необов'язкова, площа мовлення становить близько 46 500 м² (500 000 квадратних футів). Проте, оскільки використовується сигнал високої частоти, він не проникає через металеві або залізобетонні перешкоди. Доступ до такого способу зв'язку здійснюється через постачальника послуг, наприклад Motorola*1. Зв'язок відносно повільний (~ 4,8 Мбіт/с).
- Радіопередача в розсіяному спектрі — при цьому способі сигнали передаються на декількох частотах, що дає змогу уникнути проблем, властивих одночастотній передачі.

Доступні частоти розділені на канали. Адаптери протягом заданого проміжку часу налаштовані на певний канал, після чого перемикаються на іншій. Перемикання всіх комп'ютерів в мережі відбувається синхронно. Цей спосіб передачі володіє деяким «вбудованим» захистом: щоб підслуховувати передачу, необхідно знати алгоритм перемикання каналів. Якщо необхідно підсилити захист даних від несанкціонованого доступу, застосовують кодування.
Швидкість передачі в 250 Кбіт/с відносить даний спосіб до розряду найповільніших. Але є мережі, які передають дані з швидкістю до 2 Мбіт/с на відстань до 3,2 км (2 милі), — на відкритому просторі і до 120 м (393 футів) — всередині будівлі.
Це той випадок, коли технологія дозволяє одержати по-справжньому бездротову мережу. Наприклад, два (або більш) комп'ютери, оснащені адаптерами Xircom CreditCard Netwave, з операційними системами типу Microsoft Windows 95 або Microsoft Windows NT можуть без кабелю функціонувати як однорангова мережа. Ви також можете підключити таку бездротову мережу до кабельної мережі на основі Windows NT Server, додавши до одного з комп'ютерів Windows NT-мережі пристрій Netwave Access Point.
Федеральна комісія з електрозв'язку США (FCC) визначила такі категорії PCS (Personal Communication Services) та відповідні смуги частот[джерело?]:
- вузькосмугові PCS (діапазон 900–901, 930–931, 940–941 МГц) для швидкісних пейджерних мереж, двонапрямленого передавання повідомлень, передавання повідомлень мовлення;
- широкосмугові PCS (120, 1850–2200 МГц);
- стільниковий зв'язок;
- цифрове передавання мовлення та даних;
- неліцензовані PCS (40 МГц, від 1890 до 1930 МГц);
- безпроводові ЛМ та АТС організацій у найближчому радіусі дії;
- у межах одного будинку або групи будівель.

Неліцензовані PCS забезпечують передавання даних зі швидкістю до 10 Мбіт/с.

### Мережі на радіомодемах
Для передавання даних використовують смуги частот радіо- та ультракороткохвильового діапазону. Кожен радіомодем має антену та передавач для напрямленого передавання сигналів.
Найпопулярнішими технологіями безпроводового передавання цього класу є[джерело?]:
- радіо Ethernet (IEEE 802.11);
- HIPERLAN;
- Bluetooth.

#### IEEE 802.11
IEEE 802.11 — це набір стандартів для комунікації в бездротовій локальній мережевій зоні (WLAN)).
Група стандартів IEEE 802.11 фактично визначає фізичний та канальний рівень протоколів передавання. Стандарти відрізняються реалізаціями фізичних рівнів передавання, забезпечують різні швидкості.
- IEEE 802.11 — це первісна версія стандарту, відома як радіо Ethernet (Wireless Ethernet); сьогодні вже застаріла.
- IEEE 802.11b забезпечує максимальну швидкість з'єднання до 11 Мбіт/с і використовує радіочастотний діапазон 2.4 ГГц.
- IEEE 802.11a забезпечує швидкість з'єднання до 54 Мбіт/с. Працює в радіочастотному діапазоні 5 ГГц.
- IEEE 802.11g забезпечує швидкість з'єднання до 54 Мбіт/с. Працює в радіочастотному діапазоні 2.4 ГГц. Повністю сумісний з IEEE 802.11b, однак пропонує три нові методи кодування, що дають змогу збільшити швидкість.
- IEEE 802.11n — стандарт бездротових локальних мереж, що забезпечує бездротову передачу даних в радіочастотних діапазонах 2.4 ГГц і 5 ГГц. Зворотно сумісний з 802.11a, 802.11b і 802.11g. Основна відмінність від попередніх версій — додавання до фізичного рівня (PHY) підтримки технології MIMO. Стандарт 802.11n забезпечує швидкість обміну даними на рівні Fast Ethernet.
- IEEE 802.11ac — стандарт бездротових локальних мереж, що працює в радіочастотному діапазоні 5 ГГц. Теоретична швидкість з'єднання може сягати 6933 Мбіт/с.
- IEEE 802.11ax — новий стандарт бездротових локальних мереж, що працює в радіочастотних діапазонах 2.4 ГГц, 5 ГГц і 6 ГГц. Забезпечує теоретичну швидкість з'єднання до 9608 Мбіт/с. Стандарт було офіційно затверджено 9 лютого 2021 року[5][6]

Організація Wi-Fi Alliance сертифікує обладнання на відповідність IEEE 802.11 і ставить на ньому позначку Wi-Fi compatible (Wireless Fidelity).

#### HIPERLAN
HIPERLAN (High Performance Radio Local Area Network) розроблена Європейським інститутом стандартів з телекомунікаційних технологій (European Telecommunications Standards Institute). Вона є аналогом IEEE 802.11, який використовують у Європі, і буває таких різновидів:
- HiperLAN/1 — швидкість до 20 Мбіт/с у діапазоні 5 ГГц;
- HiperLAN/2 — швидкість до 54 Мбіт/с у діапазоні 5 ГГц.

#### Bluetooth
Bluetooth — це інтерфейсна безпроводова технологія. Діаметр мережі 10-30 м (у перспективі — 100 м). Працює в багатопунктовому режимі, не обов'язково в зоні прямої видимості. Головне призначення — створення побутових мереж, приєднання мультимедійної периферії, пральних машин, холодильників тощо.
Концепцію мережі Bluetooth розробила 1994 р. шведська фірма Ericsson. Назва технології походить від прізвиська, що його дали вікінгу Геральду Блатанду, який у X ст. об'єднав розрізнені землі, створивши Данське королівство. В 1997 р. створено перші приймачі-передавачі. У 1998 р. сформовано групу SIG, у яку ввійшли Ericsson, IBM, Intel, Nokia, Toshiba. У 1999 p. випущено специфікації на обладнання. Нові технології безпроводового передавання (Ultra Wideband (UWB)) пропонують швидкості передавання, які перевищують 100 Мбіт/с, та потребують мінімальних витрат енергії.

### Технологія SST
У технології SST (Spread Spectrum Technology) використано розподіл сигналу за спектром частот. Це дає змогу значно підвищити перепускну здатність каналу завдяки більшій завадостійкості. Технологію SST уже тривалий період застосовували для військових потреб.
Є два різновиди мереж SST:
- FH-SS (приймач та передавач синхронно перескакують з частоти на частоту);
- DH-SS (у кожний момент часу сигнал «розмазано» по широкому діапазону частот). Технологія SST дає змогу не тільки збільшити перепускну здатність мережі, а й ліпше реалізувати захист інформації від прослуховування. Зовнішній спостерігач таку інформацію сприймає як «білий шум».

### Супутникові технології

#### Технологія VSAT
Технологія VSAT (Very Small Aperture Terminal) використовує для передавання даних геостаціонарні супутники, розміщені над екватором Землі на висоті 40 тис. км. Наземні станції для зв'язку зі супутником застосовують еліптичні антени діаметром 3 м. Канал VSAT:
- забезпечує швидкість передавання даних до 2 Мбіт/с;
- дає змогу реалізувати сполучення на великі відстані з переходом державних кордонів;
- сумірний за ціною з кабельними каналами такої ж перепускної здатності. Водночас цей канал відрізняється значними затримками передавання даних, зумовленими великою відстанню до супутника (затримка становить приблизно 250 мкс, тоді як для кабельних мереж — 15 мкс). Тому канал VSAT не можна використовувати у системах реального часу та оперативного зв'язку.

Оскільки вартість супутникового каналу велика, то постачальник послуг купує у власника супутника канал зв'язку великої ємності і продає частини перепускної здатності каналу. Отже, мережа з використанням ланок VSAT має зіркову структуру.

#### Системи низькоорбітальних супутників
Системи на базі низькоорбітальних супутників LEO (Low Earth Orbit), як і системи VSAT, для передавання використовують супутник. Супутник розміщено на висоті близько 100 км на звичайній, а не геостаціонарній орбіті. У цьому випадку зменшується затримка в передаванні даних. Крім того, вивести такий супутник на орбіту значно дешевше, ніж геостаціонарний. Водночас для підтримування постійного зв'язку треба використовувати велику кількість таких низькоорбітальних супутників. Серед наявних проектів LEO можна виділити систему Iridium, яка використовує 66 супутників.
У першому варіанті передбачали, що в системі буде 77 супутників. Саме стільки електронів містить атом іридію. Пізніше виявилось, що достатньо 66. Однак назву вирішили залишити (назва елемента з 66 електронами диспрозію походить від латинського disprosius — важкодосяжний).
Корпорація Teledesic, власниками якої є Bill Gates та Greg MacCaw, планує створити всесвітню систему передавання мультимедійної інформації на основі LEO-технології. Планують, що така мережа використовуватиме 840 супутників і надаватиме користувачам канали перепускної здатності від 62 Кбіт/с до 2 Мбіт/с.

### Мережі на стільникових модемах
Мережі на стільникових модемах використовують наявну інфраструктуру стільникової телефонії. Вони працюють в особливо важких умовах великих завад, періодичного зникнення сигналу.
Серед методів доступу виділяють аналогові, які використовують для передавання аналоговий сигнал. Це класичні методи доступу у стільникових мережах FDMA (Frequency Division Multiple Access), TACS (Total Access Communication System).
Головний ресурс стільникової мережі — це призначений для неї діапазон частот. Аналогові методи доступу виділяють для кожного передавання окремий канал — смугу частот у призначеному для мережі діапазоні. У цьому випадку сусідні стільникові комірки не можуть працювати в одному й тому ж діапазоні частот (інакше передавання в сусідніх комірках заважали б одне одному). Частотний діапазон поділяють на сім частин.
Серед методів доступу, які використовують цифрове передавання, популярні різні модифікації TDMA (Time Division Multiple Access). Вони застосовують відомий принцип розподілу часу передавання на окремі часові слоти. До цієї групи методів належать AMPS (Advanced Mobile Phone Service) (частотні канали завширшки 30 кГц поділяють на три часові слоти), NAMPS (Narrowband AMPS), PDC (канали по 25 кГц, три слоти), GSM (діапазон 200 кГц, 8 слотів).

#### CDMA
Найпередовішою сьогодні є технологія CDMA (Code Division Multiple Access), що використовує цифрове передавання.

#### CDPD
Технологія CDPD (Cellular Digital Packet Data) реалізує як пакетне передавання (протокол TCP/IP), так і модемний інтерфейс (АТ-команди). На відміну від радіомодемів, стільникові модеми використовують не спеціальні антени та приймачі-передавачі, а відповідні пристрої стільникового телефону. Під час передавання даних застосовують протоколи MNP-10 або ETC. Протокол MNP-0 динамічно оптимізує швидкість передавання даних та рівень сигналу, має розвинуті засоби працювання помилок.

#### ETC
Протокол ETC запропонувала 1993 р. фірма AT&T Paradyne. Він ґрунтується на стандарті V.32bis (14.4 Кбіт/с) і дає змогу підтримувати зв'язок з іншими модемами стандарту ETC та іншими протоколами. Порівняно з MNP-10 досконаліший технічно. Розвиток технологій на вищих рівнях протоколу виражений в організації доступу до Internet. Цей доступ можливий завдяки використанню WAP-технологій.

### Системи оптичного бездротового зв'язку
Оптичний бездротовий зв'язок — форма оптичного зв'язку, в якому видиме, інфрачервоне (IR) або ультрафіолетове (UV) світло використовується для передачі сигналу без використання дротових засобів зв'язку.

#### Застосунки
Базуючись на діапазоні відстаней передачі, оптичний бездротовий зв'язок може розглядатися у п'яти категоріях:
1. Оптичний бездротовий зв'язок в ультракороткому діапазоні: міжчиповий зв'язок у щільно упакованих мультичипових модулях[7];
2. Оптичний бездротовий зв'язок в короткому діапазоні: застосунки бездротової натільної мережі  (WBAN) і бездротової персональної мережі (WPAN) під стандартом IEEE 802.15.7, підводний зв'язок.[8];
3. Оптичний бездротовий зв'язок в середньому діапазоні: домашній IR та комунікація видимим світлом для (VLC) для бездротових локальних мереж (WLANs), міжтранспортного і транспорт-інфраструктура зв'язку;
4. Оптичний бездротовий зв'язок в довгому діапазоні,: міжбудинкове підключення, Free-Space Optical Communications (FSO);
5. Оптичний бездротовий зв'язок в ультрадовгому діапазоні: міжсупутниковий зв'язок, системи зв'язку супутник-земля.

### Системи на базі інфрачервоних каналів
Системи на базі інфрачервоних каналів відрізняються невеликою вартістю приймачів та передавачів (від $1.5 до $4.5), високими швидкостями передавання. Однак інфрачервоні канали працюють тільки в умовах прямої видимості. Асоціація Infrared Data Communications розробила стандарт передавання інфрачервоним каналом зі швидкістю 115.2 Кбіт/с.

## Радіорелейний зв'язок
Радіорелейні станції (РРС) використовують для передавання аналогового сигналу в телебаченні та цифрового в послідовному коді за стандартом ITU G.703 в телефонії. Канал G.703 має перепускну здатність 2 Мбіт/с. Його можна використати, наприклад, для сполучення сегментів Ethernet.
Сучасні цифрові РРС мають смугу перепускання 2-34 Мбіт/с. Тому часто її розділяють на декілька каналів. Максимальна відстань для зв'язку РРС — 60-80 км. Для наземних РРС використовують частотні діапазони 1, 5, 7, 15 ,23, 34 ГГц. Взаємодії маршрутизатора та РРС осягають за допомогою конвертера V.35/G.703.